# Schwosdorf
Schwosdorf ist ein Ortsteil der Stadt Kamenz im sächsischen Landkreis Bautzen. Der Ort liegt westlich der Kernstadt Kamenz. Die S 100 verläuft nördlich und die S 105  südlich.

## Geschichte

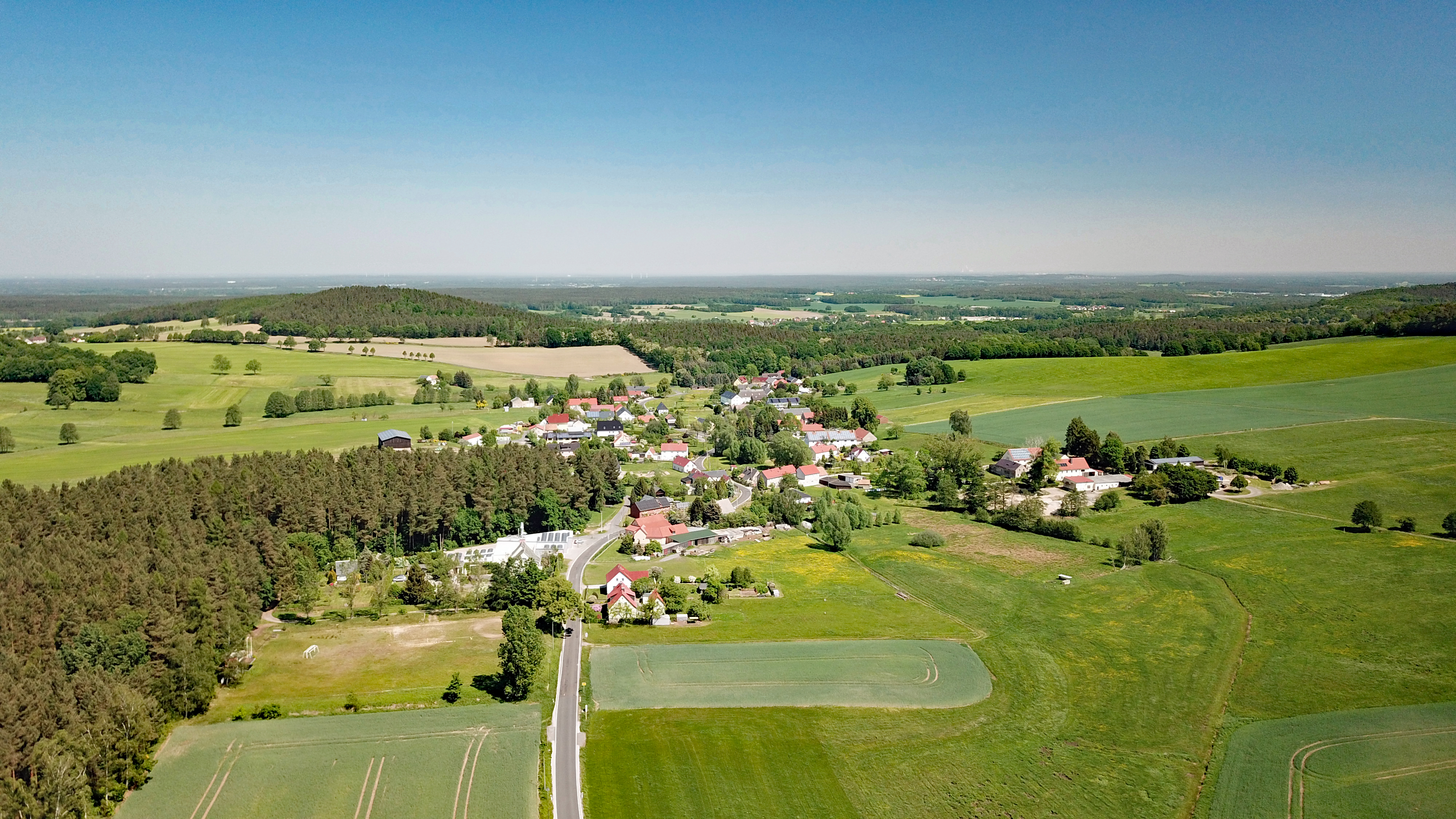
Luftbild von Schwosdorf

Schwosdorf wurde 1225 erstmals urkundlich erwähnt und war zunächst ein Vorwerk von Pulsnitz und später von Brauna.
Am 1. Januar 2019 wurde Schwosdorf nach Kamenz eingemeindet. Vor der Eingemeindung nach Kamenz gehörte es ab dem 1. Januar 1972 zur Gemeinde Brauna und danach ab dem 1. März 1994 zu Schönteichen.

## Kulturdenkmale
In der Liste der Kulturdenkmale in Schwosdorf sind für Schwosdorf zwölf Kulturdenkmale aufgeführt.
- Kursächsischer Viertelmeilenstein Nr. 23 von 1723 vom Postkurs Leipzig – Breslau